# Achelia euryfrontalis
Achelia euryfrontalis is een zeespin uit de familie Ammotheidae. De soort behoort tot het geslacht Achelia. Achelia euryfrontalis werd in 2000 voor het eerst wetenschappelijk beschreven door Turpaeva. 